# Pelidnota tibialis
Pelidnota tibialis är en skalbaggsart som beskrevs av Hermann Burmeister 1844. Pelidnota tibialis ingår i släktet Pelidnota och familjen Rutelidae. Utöver nominatformen finns också underarten P. t. pernambucoensis.